# Fusell automàtic Browning
El fusell automàtic Browning o BAR (acrònim del nom original en anglès Browning automatic rifle) és part d'una sèrie de fusells automàtics i metralladores lleugeres (o fusells metralladors emprats pels Estats Units i molts altres estats durant el segle xx. La principal variant d'aquesta sèrie va ser el M1918, calibrat per al cartutx .30-06 i dissenyat en 1917 per John Browning per al Cos Expedicionari estatunidenc a Europa com un reemplaçament dels Chauchat CSRG i Hotchkiss M1909 Benet-Mercie francesos.
El BAR fou dissenyat per a ser dut pels soldats que avançaven, penjat del muscle i disparat des del maluc, una idea anomenada "foc sobre la marxa" i que es considerà necessària per al soldat durant la guerra de trinxeres. Però en la pràctica, sovint era emprat com a metralladora lleugera i disparat des d'un bípode (introduït en models posteriors). La versió original del M1918 va ser i serà la metralladora més lleugera que emprà el cartutx .30-06 Springfield, encara que la capacitat del seu carregador estàndard de vint cartutxos li limitava la utilitat en aquell rol.